# Saint-Pavin-des-Champs
 (août 2024).
 (août 2024).
- Si vous ne connaissez pas le sujet, laissez ce bandeau (vous pouvez alors contacter les auteurs).
- Si vous supprimez le contenu mis en cause (vous pouvez préalablement contacter les auteurs),

argumentez précisément cette suppression dans la page de discussion
(un manque de référence n'est pas un argument ; une recherche réelle de référence doit avoir été effectuée, être formellement documentée).
Saint-Pavin-des-Champs, renommé par apocope Saint-Pavin, est une ancienne commune et paroisse de la Sarthe, également ancien faubourg de la ville du Mans, devenu quartier intégrant en 1855. Le faubourg fut d'abord une terre agricole. On y fit pousser de la vigne, comme sur la majeure partie des terres non urbanisées autour du Mans dès la fin du Moyen Âge. On y cultiva le houblon et même des fleurs, avant que l'industrie ne pousse le quartier à l'éclosion, heure forte pour les tisserands et les artisans du quartier. Il existe deux Saint-Pavin au Mans. Un petit quartier du vieux-mans se nommait autrefois Saint-Pavin-de-la-cité, la petite paroisse fut rattachée à Saint-Julien en 1790.

## Géographie
Le quartier est aujourd'hui situé dans le secteur administratif sud-ouest de la ville. Sa situation géographique en fait pourtant un quartier du nord du Mans. La commune de Saint-Pavin-des-Champs était l'une des plus étendues dans la périphérie de la ville, à l'image de Pontlieue au sud de la ville. Le grand espace qu'elle recouvrait a depuis été recouvert par d'autres quartiers et s'est fondamentalement démarqué de ce qu'est aujourd'hui le modeste quartier de Saint-Pavin. On lui adjoint historiquement les Ardriers à l'ouest et l'Université ou même la Chasse Royale au nord du fait que Saint-Pavin ait longtemps été un faubourg important, limite nord-ouest de la périphérie de la ville. Le quartier s'est enfermé au XXe siècle avec une multiplication de mancelles et d'habitats individuels. Il s'est nettement différencié par rapport à des quartiers plus neufs comme l'hôpital et la chasse royale. L'expansion rapide et inorganisée de la ville a considérablement éloigné ce quartier de ses anciennes terres au nord et au nord-ouest. Le quartier fut séparé en deux, une première fois par la ligne de chemin de fer, puis une seconde fois par la rocade nord (ouverte courant 1976, et achevée en 1978) créant ainsi la nouvelle entité des Ardriers, à proximité directe de la voie express.
|                | Chasse Royale          |        |
| Carnot-Ardiers | Saint-Pavin-des-Champs | Le Pré |
|                | Saint-Georges          |        |

## Histoire
L'espace de Saint-Pavin fut occupé dès la période gallo-romaine. L'actuelle rue du Cogner fut un lieu de fouilles dès 1851. On y retrouva des vestiges celtiques ainsi que des monnaies d'empereur. Le quartier fut un important lieu de passage dès la romanisation, une voie reliant Le Mans à Jublains. En 1854, on retrouvera sous la fonderie Saint-Pavin des tombes gallo-romaines. Sous la fonderie existait certainement une vaste nécropole.

### Du Moyen Âge à la Renaissance
La paroisse fut fondée dès le début du VIe siècle. L'espace est d'abord couvert de petits-bois et de vignes, avec également, beaucoup de terres incultivables. Le lieu est alors nommé Baugium, soit lieu fangeux. Ce nom donnera plus tard le nom de Baugé. C'est entre la rivière et la colline de Baugé que Domnole fait construire un monastère en 572. Le monastère devient une abbaye à laquelle s'adjoint un hôpital accueillant les pèlerins. Domnole confiera le service au prieur Pavin, venant de l'abbaye Saint-Vincent. Celui-ci fut le supérieur du monastère puis de l'hospice de Notre-Dame-de-Baugé. Les premières années se passent en petit nombre au sein de ce monastère. Pavin se voit accompagné de 24 moines seulement. Rapidement, le supérieur Pavin ouvre une école, la première et la plus ancienne du diocèse. L'école de Notre-Dame-de-Baugé sera parmi les plus célèbres de France au VIe siècle. Quant à Pavin, il décède le 15 novembre 580. Il est ensuite inhumé dans l'église qu'il a fait bâtir. Pendant le règne des Mérovingiens, l'école de Baugé est à considérer comme l'un des plus grands foyers culturels de la province. L'école contient deux principaux enseignements : l'un pour les futurs entrants dans l'ordre, l'autre pour les fils de grands chefs de provinces. Au même moment, c'est autour de ces constructions religieuses qu'une vie semi-rurale apparait avec l'installation de populations dans ce qui est de nos jours, la rue Beaugé et ses alentours.
Mais vers 900, les Normands envahissent Le Mans en massacrant les populations. Auparavant, ils avaient déjà massacré les ordres religieux installés à Sées dans l'Orne. Pour protéger les reliques, le clergé du Mans décide de mener celles-ci dans les monastères des faubourgs de la ville. Les quelques survivants du massacre du Mans se réfugient dans la campagne de Saint-Pavin derrière les constructions. Mais les Normands viennent bientôt ravager le monastère, l'église et l'hôpital. Pendant plus d'un siècle, le faubourg restera à l'état de ruines. Mais en 1026, sur la décision de Foulques et de son épouse Béatrix, on rebâtit un prieuré. Puis, on bâtit une église-cure qui, après 40 ans d'existence revient par don à l'abbé d'Evron. Ce petit faubourg continuera sa croissance sans grand problème, à l'écart d'une ville enfermée située sur la rive opposée. Cependant, en 1562, en pleine période de guerres de Religion, la famille Chaillou, résidant dans le faubourg est persécutée et traitée en justice pour avoir fomenté des insurrections protestantes dans la ville.

### XVIIIesiècle

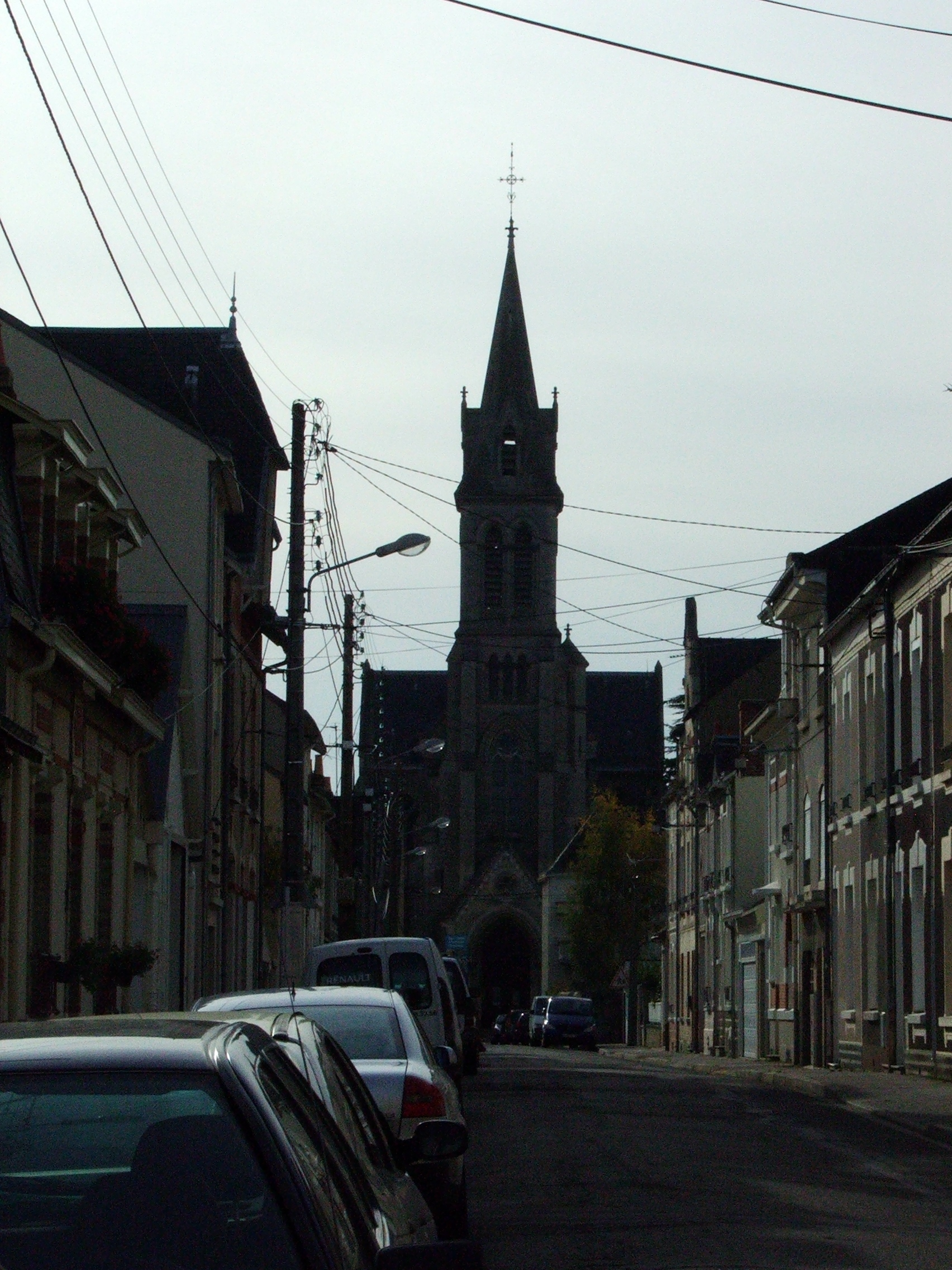
Église de Saint-Pavin

On retrouvera de nombreux registres paroissiaux de Maître Jacques Grasse, curé de Saint-Pavin, permettant de relater avec certitude l'évolution du quartier. On peut ainsi signaler un hiver rigoureux en 1709, celui-ci détruisant la plupart des récoltes du faubourg, à commencer par la vigne et les noyers. Puis le 6 octobre 1711, Saint-Pavin est le théâtre d'un micro-tremblement de terre, qui sera vraisemblablement ressenti dans tout le Maine. En 1752, Saint-Pavin est victime d'un terrible incendie. Le feu prend au sud du faubourg et se presse de progresser vers Le Mans. Le curé de Saint-Pavin apportera rapidement le saint-sacrements à la demande des habitants. Le prêtre de Saint-Pierre-la-cour accourra avec la châsse de sainte Scholastique. La légende veut que la simple chasse postée en face de l'incendie ait réussi à le faire cesser. Une statue fut installée dans une niche en souvenir de cette prouesse. Elle fut déplacée juste après la Seconde Guerre mondiale et disparut mystérieusement au début des années 1980.
Lors de la Révolution française, le faubourg vit une période agitée. Le 2 mars 1792, une petite troupe de 300 des plus violents révolutionnaires du Mans vient au presbytère de Saint-Pavin. Ils menacent le curé Yvon afin d'obtenir les clefs de l'église. Ils ferment l'église et emmènent le curé chez l'évêque constitutionnel. Le curé Yvon est ensuite assigné à résidence au Mans. Les habitants de Saint-Pavin cèdent à la panique et enferment dans l'église un certain Louis Le More, curé en fuite d'une paroisse de Paris. Quelques mois plus tard, les Chouans assaillent Le Mans. Ce sera rapidement la bataille du Mans et la déroute vendéenne provoquée par l'armée de Mayence. Les Vendéens fuiront en masse par Saint-Pavin, voulant rejoindre Alençon et Laval. Sur le passage, les habitants du faubourg et les paysans des fermes alentour prennent les armes et tuent en masse les fuyards, aidés par quelque dix-mille soldats de l'armée républicaine. Les fuyards laisseront sur leur route un bagage de leur butin assez impressionnant.
Le curé Jean Coulon reprend les activités religieuses catholiques à Saint-Pavin dès le 1er juillet 1796, sous condition d'obéissance aux lois républicaines. 21 jours plus tard, l'église est rachetée pour 12 000 livres aux citoyens Michel Morin et Louis Martin. Elle est revendue quatre ans plus tard à un riche propriétaire manceau: Jean-Baptiste Fay-Brizardière. Celui-là en fait don à la commune de Saint-Pavin-des-Champs le 8 janvier 1817. L'église revient donc au culte.

### XIXesiècle: un rattachement difficile

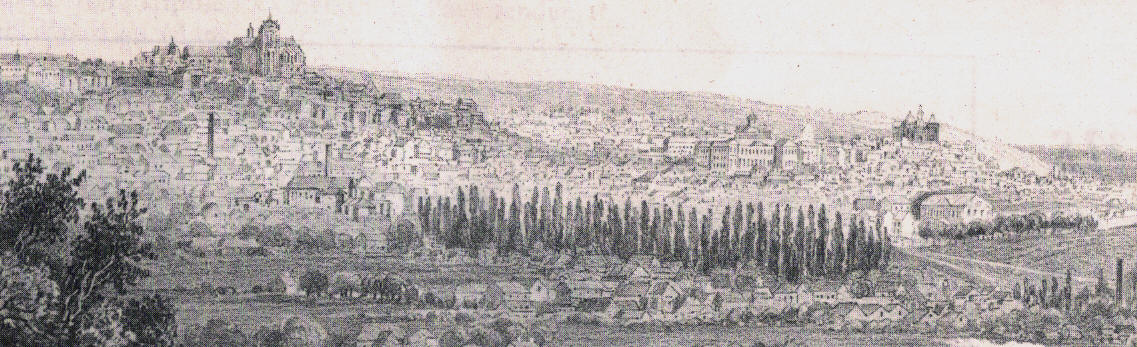
Le nord-ouest du Mans en 1860

En 1847 et 1848, c'est avec vigueur que l'ensemble des membres du Conseil municipal du Mans demandent le rattachement des communes de Sainte-Croix et Saint-Pavin à la ville. Mais les communes en question sont peu emballées. Les conseillers essuient un premier échec. Cinq ans plus tard, un nouveau projet prévoit le rattachement des deux communes citées avec en plus, celle de Saint-Georges-du-Plain. Les manceaux sont littéralement exaltés à l'idée de voir la ville prendre une telle ampleur. Ce qui est loin, encore une fois, d'être le cas des habitants de ces faubourgs. Pourtant, les conseillers manceaux ne cessent de rappeler que Saint-Pavin ne possède pas d'école ni d'hôpital et que les habitants comme les communes pourraient profiter directement des atouts économiques du nouveau port et de la nouvelle gare. Mais les conseillers des trois communes perçoivent bien que la ville du Mans souhaite avant tout cette augmentation de population afin de faire payer au plus grand nombre ses très nombreuses dettes.
Pendant des mois, des débats et des polémiques se succèdent. On arrive finalement à un accord le 5 mai 1855. Les conseils municipaux des trois communes sont dissous 11 jours plus tard et intégrés à celui de la ville du Mans. Celle-ci organise de nouvelles élections dans les six mois. Le Mans absorbe ainsi l'agglomération de Saint-Pavin. En revanche, la partie la plus à l'Ouest de la commune est cédée à Trangé. Un an auparavant, Le Mans était relié à Paris par le chemin de fer. Avant même que la gare ne soit achevée, les travaux sont engagés pour continuer la ligne vers Rennes. Le 14 août 1855, la voie vers Laval est achevée. Puis la branche vers Alençon est prête le 15 mars 1856. Le triangle ferré installé au cœur de l'ancienne commune de Saint-Pavin modifie le paysage urbain. De plus, les riverains auront de multiples problèmes, à commencer par le bruit, puis par les passages sur les rails et le danger certain des trains.

### XXesiècle: le temps des découvertes et du peuplement

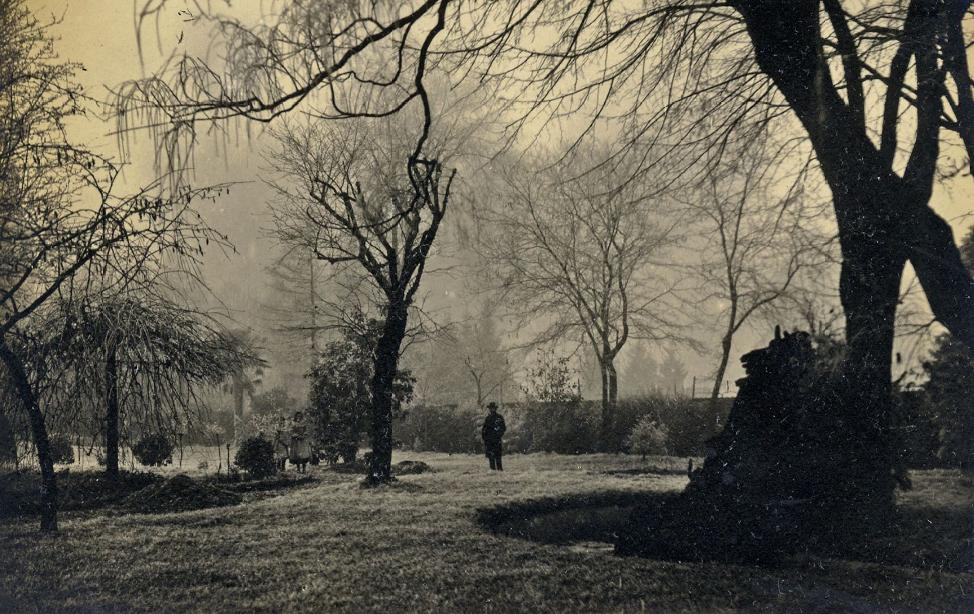
Jardins de Saint-Pavin début du XXe siècle

Dès la fin du XIXe siècle, la population augmente considérablement à Saint-Pavin, notamment grâce à l'implantation de la ligne de chemin de fer. Il en sera de même lors de la seconde moitié du XXe siècle.
Au début du XXe siècle, on décide de restaurer l'église de Saint-Pavin. Voilà que lors de la rénovation l'on met au jour dans l'ancienne crypte d'un bâtiment enfoui, un mystérieux sarcophage inégalement creusé et fabriqué. Des chercheurs et des docteurs en médecine inspecteront les ossements retrouvés. Le corps était celui d'un humain adulte. On retrouve également des débris d'armature de fer, des sortes d'offrandes certainement. Un archéologue manceau du nom de Chappée poursuivra ses investigations et finira par arriver à une première conclusion : le sarcophage fut une tombe de Francs identique à celles utilisées au VIIe siècle. Enfin conclusion finale, ce sarcophage fut installé contre le mur du chevet, sous le maître-autel de l'église, soit la place d'honneur pour n'importe quel défunt. Il s'agit bel et bien du tombeau de saint Pavin. Les reliques sont authentifiées le 6 septembre 1904. On découvrira plus tard que le tombeau était bien loin d'être complet. Le tombeau fut violé au XVIIIe siècle et nombre d'ossements furent pillés.
La nouvelle église est elle, fondée en 1902. Son financement dépend presque entièrement de la générosité des paroissiens. Le sarcophage de Saint-Pavin est déposé dans la crypte de la nouvelle église le 31 juillet 1904, exactement comme il avait été entreposé durant douze siècles. L'édifice est béni le 18 décembre 1904. L'église est consacrée le 28 janvier 1913. En 1975, on estime que l'ancienne commune de Saint-Pavin contient à elle seule plus de 6250 habitants.

## Blason
| Blason de Saint-Pavin-des-Champs | Blason  | D'or à une croix ancrée de gueules, au chef d'azur chargé de trois coquilles d'argent. |
| Blason de Saint-Pavin-des-Champs | Détails | Le statut officiel du blason reste à déterminer.                                       |